# 千葉県道181号天津小湊田原線

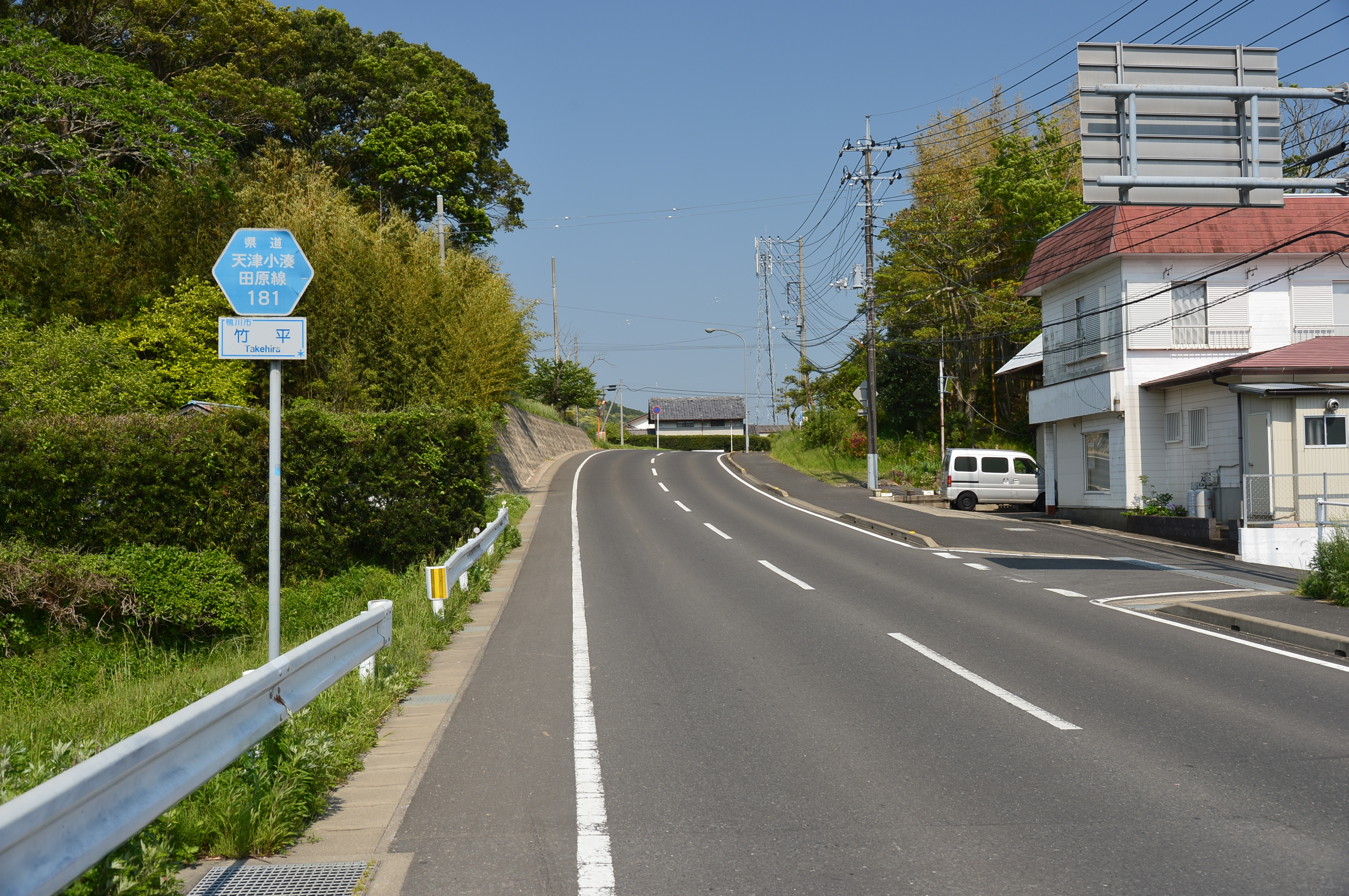
千葉県道181号天津小湊田原線・鴨川市竹平の田原交差点付近（2016年5月）

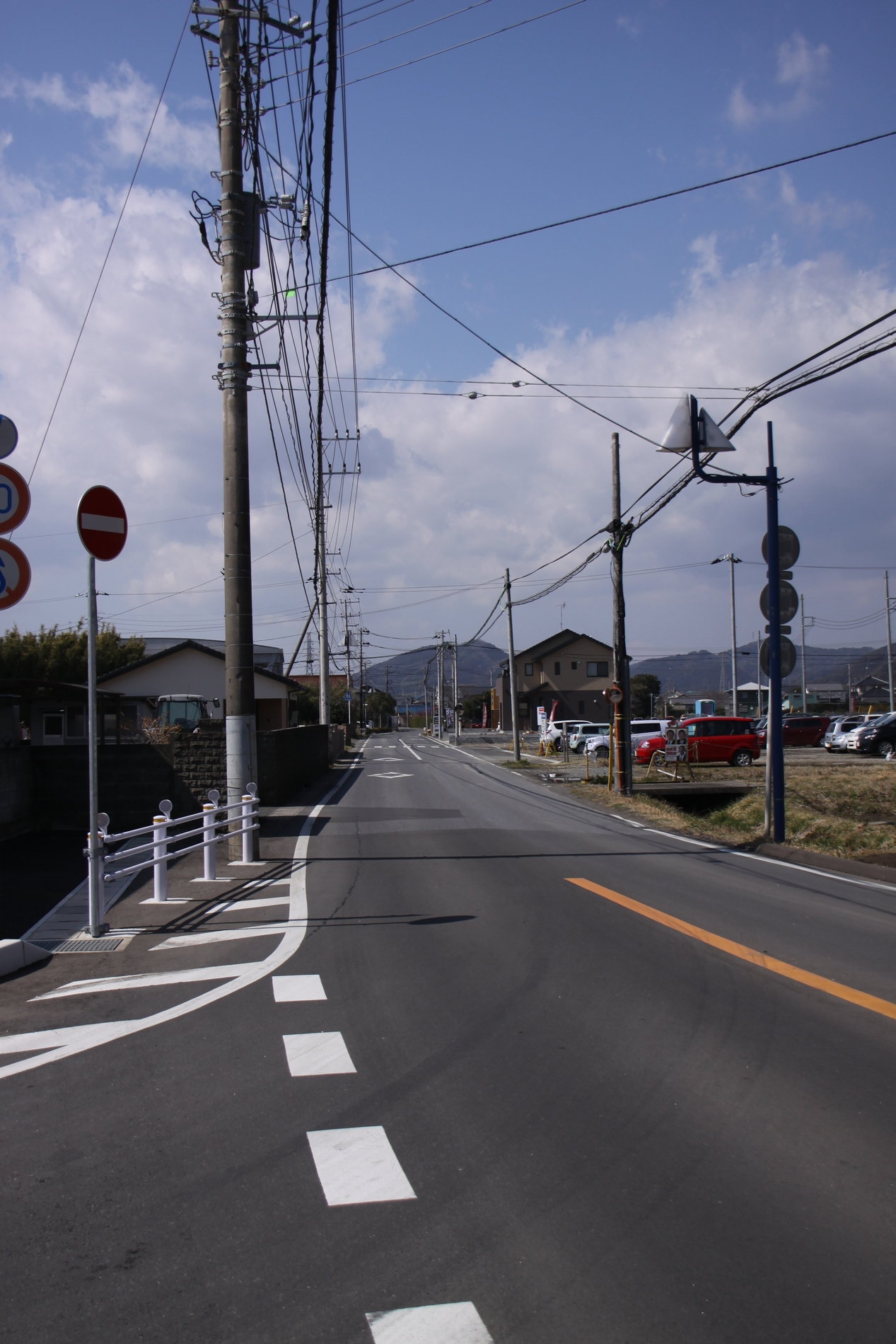
鴨川市東町付近（2011年3月）

千葉県道181号天津小湊田原線（ちばけんどう181ごう あまつこみなとたばらせん）とは、千葉県鴨川市を走る一般県道。
鴨川有料道路への勝浦市方面からのアクセス道としてよく使われる。沿線は学校や商店、民家が密集しており、通学路としても使用されている。

## 路線データ
- 起点：鴨川市東町（東町交差点、国道128号交点）
- 終点：鴨川市太尾（田原交差点、千葉県道34号鴨川保田線交点）
- 総延長：5.935 km（安房土木事務所管内：5.935 km[1]）
- 重用延長：0.026 km（安房土木事務所管内：0.026 km[1]）
- 実延長：5.909 km（安房土木事務所管内：5.909 km）

## バイパス道路
- 鴨川北部道路
  - 道幅が狭隘で危険な区間が続く当道路の北部に建設した。

## 地理

### 通過する自治体
- 鴨川市

### 交差する道路
- 国道128号 - 鴨川市東町（東町交差点、起点）
- 千葉県道24号千葉鴨川線 - 鴨川市打墨（大日交差点）
- 千葉県道34号鴨川保田線 - 鴨川市太尾（田原交差点、終点）

### 沿線
- JR外房線（鴨川市東町）
- 鴨川市立東条小学校（鴨川市西町）
- 東条郵便局（鴨川市広場）
- 鴨川市立西条小学校（鴨川市打墨）
- 鴨川田原郵便局（鴨川市坂東）